# Wołczańsk
Wołczańsk (ukr. Вовчанськ, Wowczanśk) – miasto na Ukrainie, w obwodzie charkowskim, siedziba władz rejonu wołczańskiego. Miasto znajduje się niecałe 10 km od granicy z obwodem biełgorodzkim Federacji Rosyjskiej i 50 km od Charkowa.
Przez miasto przepływa rzeka Wołczja.

## Historia
Słoboda położona na miejscu dzisiejszego Wołczańska powstała w 1674 roku. W 1781 roku Wołczańsk stał się miastem powiatowym. Do 1865 roku ludność stanowili głównie chłopi, a w mieście nie było zakładów przemysłowych. W kwietniu 1861 roku, gdy miała miejsce reforma uwłaszczeniowa Aleksandra II, doszło do niepokojów. Około 4 tysiące chłopów odmówiło pracy u właścicieli ziemskich. Władze carskie stłumiły opór wysyłając do pacyfikacji policję i żandarmerię.
Po reformie z 1861 roku nastąpił rozwój gospodarczy i przemysłowy Wołczańska. W 1882 roku w mieście działało już 16 przedsiębiorstw, w tym trzy cegielnie, dwa młyny parowe i fabryka smalcu. Do 1895 roku odsetek ludności chłopskiej w Wołczańsku spadł do 47%, wzrosła natomiast liczba mieszczan, kupców i wojskowych. Impulsem dla rozwoju miasta stało się połączenie kolejowe między Biełgorodem a Donbasem, uruchomione w 1896 roku.
Podczas rosyjskiej inwazji na Ukrainę przygraniczny Wołczańsk został zajęty pierwszego dnia, 24 lutego 2022 roku. Rządzący od 2020 roku mer z prorosyjskiej Opozycyjnej Platformy – Za Życie Anatolij Stepaneć rozpoczął kolaborację z rosyjskimi władzami wojskowymi i uczestniczył w tworzeniu tak zwanej „tymczasowej administracji cywilnej obwodu charkowskiego”. Podczas wrześniowej ofensywy ukraińskiej w obwodzie charkowskim rosyjskie władze okupacyjne przeniosły siedzibę administracyjną obwodu z Kupiańska do Wołczańska. 10 września 2022 roku władze okupacyjne obwodu charkowskiego uciekły do rosyjskiego Biełgorodu. 12 września Rosjanie opuścili Wołczańsk, a lokalni mieszkańcy wywiesili nad miastem flagę Ukrainy. 13 września do miasta wkroczyły Siły Zbrojne Ukrainy kończąc rosyjską okupację miasta.
W czasie trwającej okupacji Rosjanie utworzyli punkt filtracyjny w podziemiach fabryki agregatów, gdzie przesłuchiwano i torturowano mieszkańców, którzy odmówili kolaboracji z władzami okupacyjnymi. Do miejskich szkół oraz biblioteki sprowadzono rosyjskie książki i podręczniki szkolne w celu przyspieszenia działań rusyfikacyjnych.
W wyniku ostrzałów rosyjskiej artylerii rozpoczętych po wyzwoleniu Wołczańska przez ukraińską armię infrastruktura miejska została poważnie uszkodzona.
10 maja 2024 roku rozpoczęła się ofensywa charkowska wojsk rosyjskich. Pierwszego dnia doszło do nalotów bombowych na Wołczańsk, w wyniku których zginęła jedna osoba, a kilka zostało rannych. Doszło również do ostrzałów artyleryjskich. Lokalne władze ogłosiły ewakuację miasta przygotowując autobusy dla ludności cywilnej.
Od 15 maja na ulicach Wołczańska trwają walki uliczne między wojskami rosyjskimi i ukraińskimi. Najeźdźcy wkroczyli do miasta od północy. W wyniku walk oraz wcześniejszych ostrzałów rosyjskich zniszczono 80% zabudowy miejskiej. Według szefa ukraińskiego Centrum Przeciwdziałania Dezinformacji Andrija Kowalenki siły rosyjskie dokonują nalotów za pomocą kierowanych bomb lotniczych. Większość mieszkańców została ewakuowana, wskutek czego liczba ludności miasta spadła do 100 osób. 18 maja Prokuratura Generalna Ukrainy poinformowała o rosyjskim ataku na cywilów ewakuujących się z miasta dwa dni wcześniej. W wyniku ostrzału cywilnego samochodu dwie osoby zginęły, a dwie kolejne zostały ranne. Według strony ukraińskiej ewakuacja mieszkańców znajdujących się w północnej części miasta, opanowanej przez wojska rosyjskie, jest utrudniona ze względu na trwające walki.

## Demografia
Liczba ludności:
- 1810 – 3933 mieszkańców[4]
- 1895 – 10 981 mieszkańców[4]
- 1989 – 24 350 mieszkańców[10]
- 2013 – 19 082 mieszkańców[11]
- 2021 – 17 747 mieszkańców[2]

Wskutek rosyjskich ataków i ewakuacji części ludności liczba mieszkańców miasta w 2023 roku spadła do około 3500 osób. Po ewakuacji do jakiej doszło w trakcie ofensywy charkowskiej liczba ludności Wołczańska spadła 18 maja 2024 roku do 100 mieszkańców.
Język ojczysty mieszkańców Wołczańska według spisu z 2001 roku:
| Język     | Liczba użytkowników | Odsetek  |
| --------- | ------------------- | -------- |
| ukraiński | 16 970              | 82,85 %  |
| rosyjski  | 3 222               | 15,73 %  |
| Inne      | 292                 | 1,42 %   |
| Łącznie   | 20 484              | 100,00 % |

## Transport
Przez miast przebiegają drogi T 1204 oraz T 1208. W Wołczańsku znajduje się stacja kolejowa o tej samej nazwie, leżąca na trasie między Biełgorodem a Kupiańskiem.

## Gospodarka
Przed pełnoskalową inwazją rosyjską w Wołczańsku działało kilka przedsiębiorstw przemysłu spożywczego, w tym zakład mięsny produkujący kiełbasy i wędliny. Ponadto w mieście znajdowała się fabryka agregatów produkująca części zamienne do obrabiarek.

## Osoby związane z Wołczańskiem
- Ihor Astapowycz(inne języki) (1908–1976) – radziecki astronom
- Wasyl Babenko(inne języki) (1877–1935) – ukraiński archeolog
- Edward Balcerzan (ur. 1937) – polski literaturoznawca
- Hryhorij Bałaba (1991–2003) – ukraiński piłkarz i trener piłkarski
- Wasyl Bezwesilnyj(inne języki) (1901–1987) – radziecki generał
- Spyrydon Biłecki(inne języki) (1881–?) – konsul Państwa Ukraińskiego w Rumunii, pułkownik Armii Ukraińskiej Republiki Ludowej
- Wiktor Budianski (ur. 1984) – rosyjski piłkarz, reprezentant Rosji w piłce nożnej
- Mychajło Hermaszew(inne języki) (1867–1930) – ukraiński i rosyjski malarz
- Natalija Desiatowa-Szostenko(inne języki) (1889–1968) – ukraińska i francuska botaniczka
- Ołeś Doswitnij(inne języki) (1891–1934) – ukraiński poeta, przedstawiciel rozstrzelanego odrodzenia
- Artem Pywowarow (ur. 1991) – ukraiński piosenkarz
- Heorhij Jeszko(inne języki) (1913–1983) – mistrz Związku Radzieckiego w boksie, piłkarz
- Wasyl Jerszow(inne języki) (1944–2017) – rosyjski pilot i pisarz
- Wasyl Kołokolcow(inne języki) (1867–1934) – minister spraw rolnych Państwa Ukraińskiego
- Wołodymyr Krywcow(inne języki) (1946–2017) – ukraiński naukowiec, rektor Narodowego Uniwersytetu Aerokosmicznego im. Żukowskiego „Charkowski Instytut Lotniczy”
- Stepan Pysarewski(inne języki) (ok. 1780–1839) – ukraiński poeta, dramaturg i duchowny prawosławny
- Kostiantyn Pobiehajło(inne języki) (1907–1971) – minister energetyki i elektryfikacji Ukraińskiej SRR, poseł do Rady Najwyższej Ukraińskiej SRR
- Mark Polakow(inne języki) (1916–2011) – radziecki krytyk literacki
- Ołeksij Potapenko(inne języki) (ur. 1939) – ukraiński malarz, Zasłużony Artysta Ukrainy
- Anastasija Proszkina-Ławrenko(inne języki) (1891–1977) – radziecka botaniczka
- Ołeksandra Radczenko(inne języki) (1896–1965) – ukraińska nauczycielka, autorka pamiętnika z Hołodomoru, więźniarka radzieckich obozów
- Wasilij Siergijenko (1903–1982) – generał radzieckich organów bezpieczeństwa, ludowy komisarz spraw wewnętrznych Ukraińskiej SRR
- Orest Somow(inne języki) (1793–1833) – ukraiński pisarz epoki romantyzmu, dziennikarz
- Aleksandra Snieżko-Błocka (1909–1980) – radziecka reżyserka filmów animowanych
- Roman Switłyczny (ur. 1986) – ukraiński piłkarz
- Wołodymyr Szpycja(inne języki) (1913–1986) – ukraiński naukowiec, rektor Ukraińskiej Akademii Drukarstwa
- Nadieżda Wołkowa (1920–1942) – radziecka partyzantka, Bohater Związku Radzieckiego

## Galeria

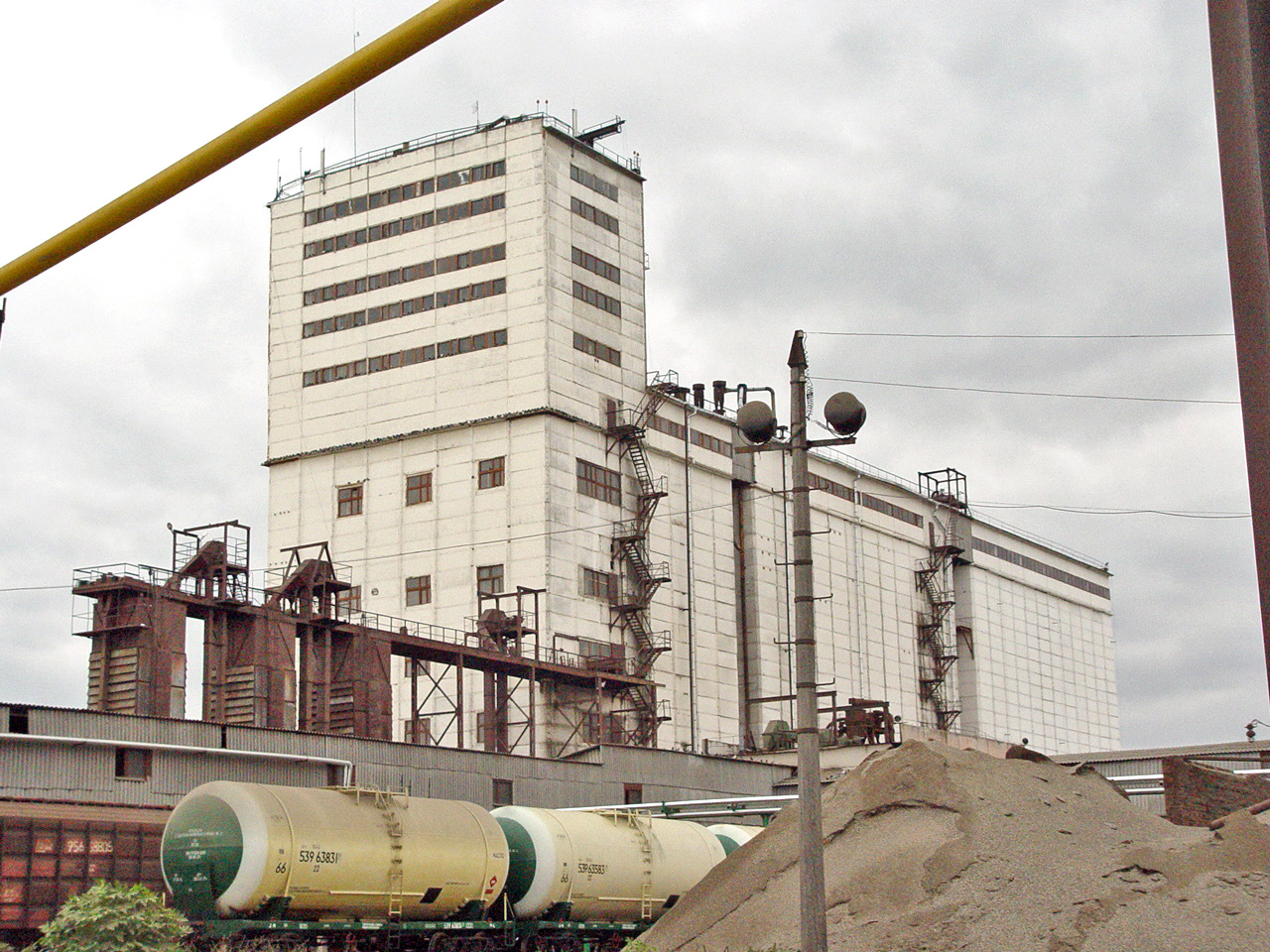
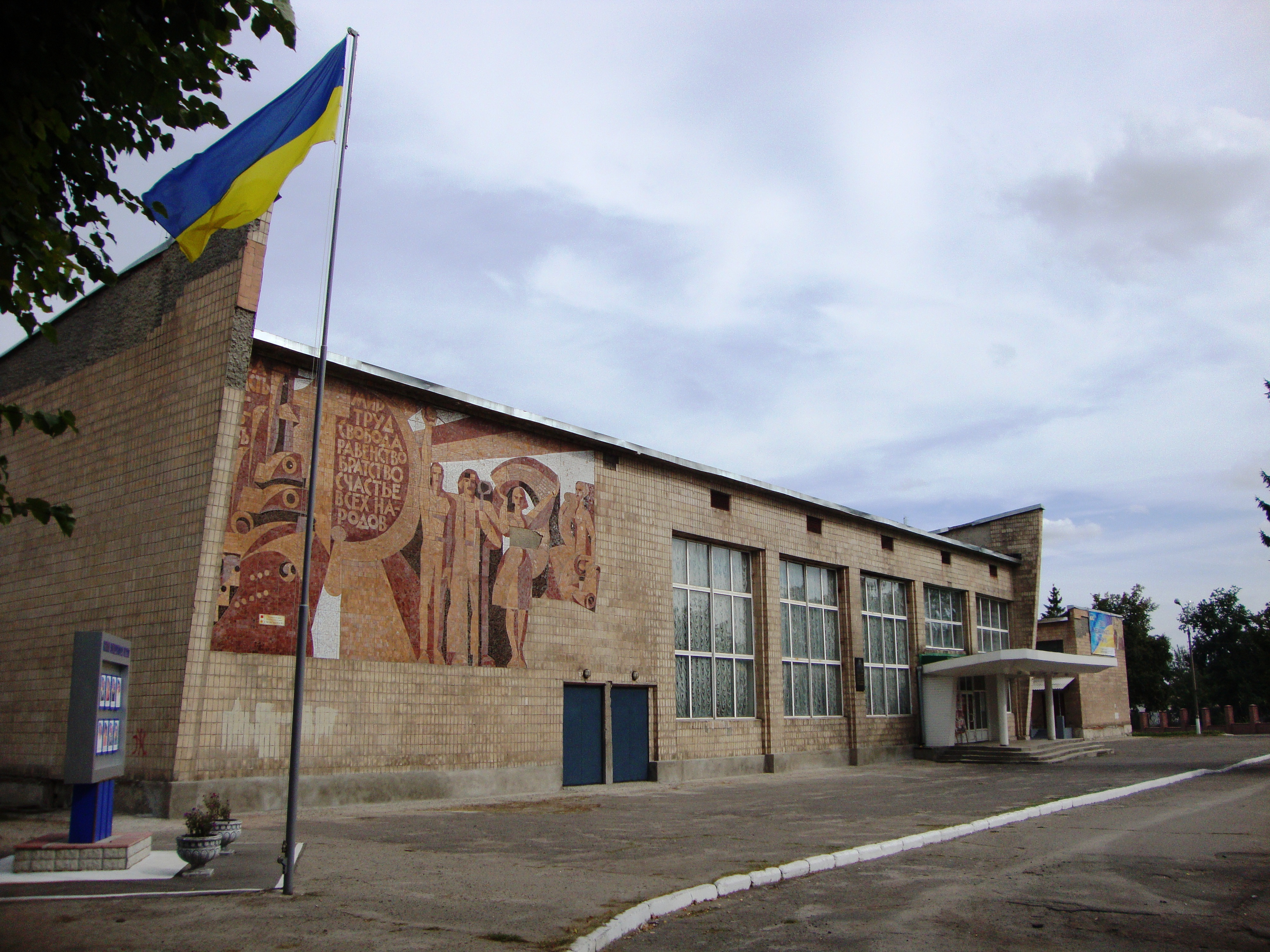
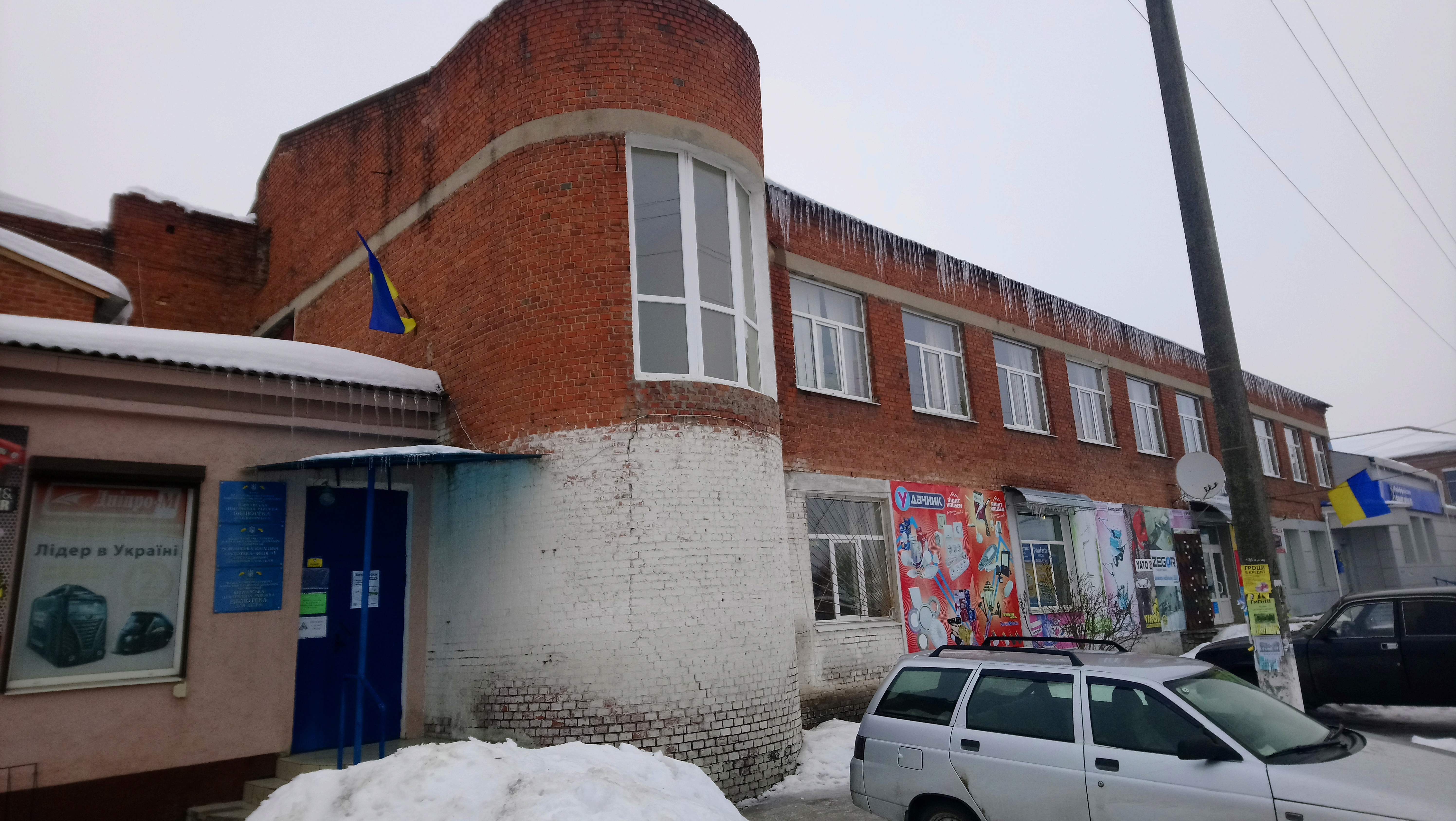
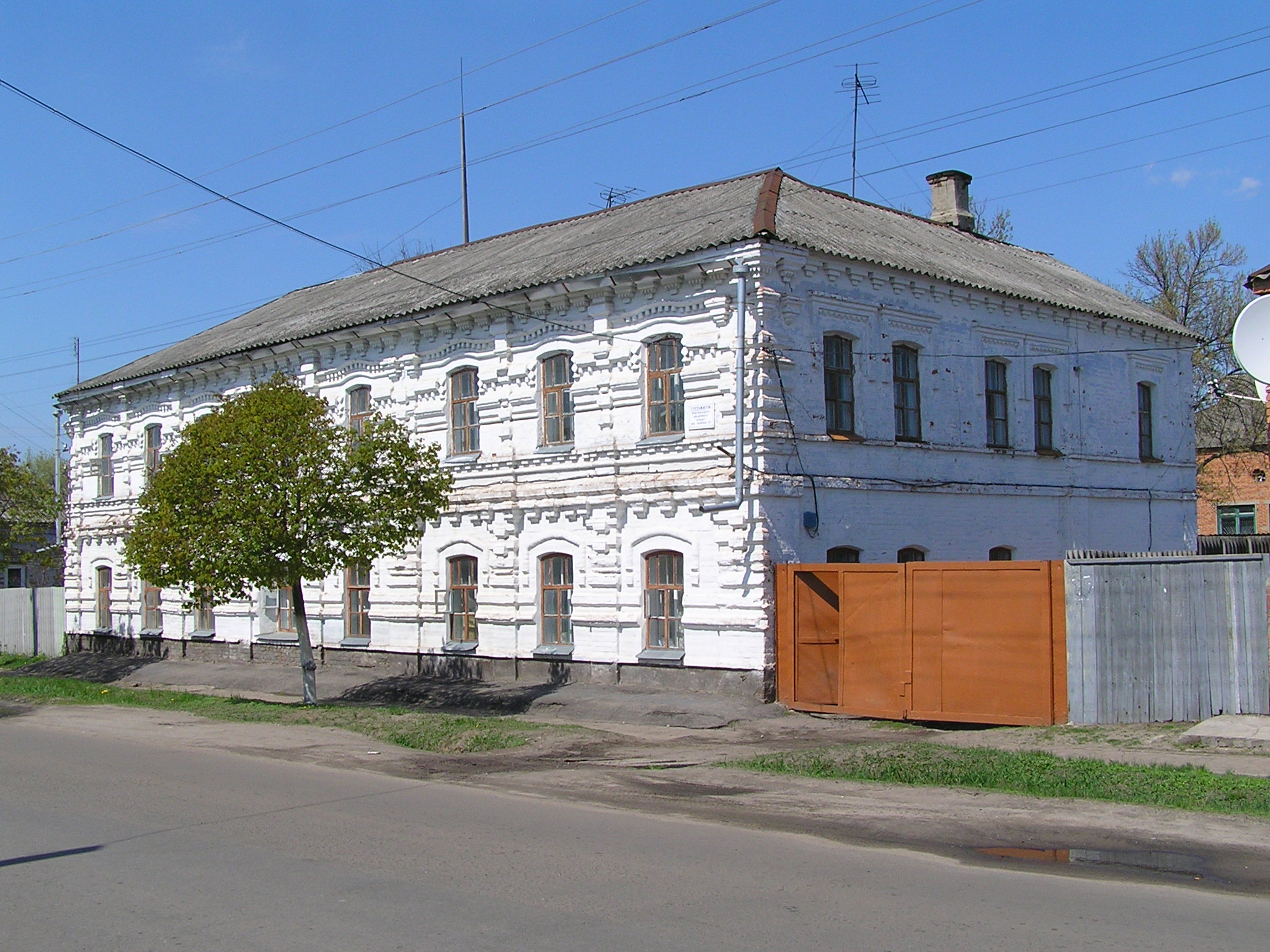
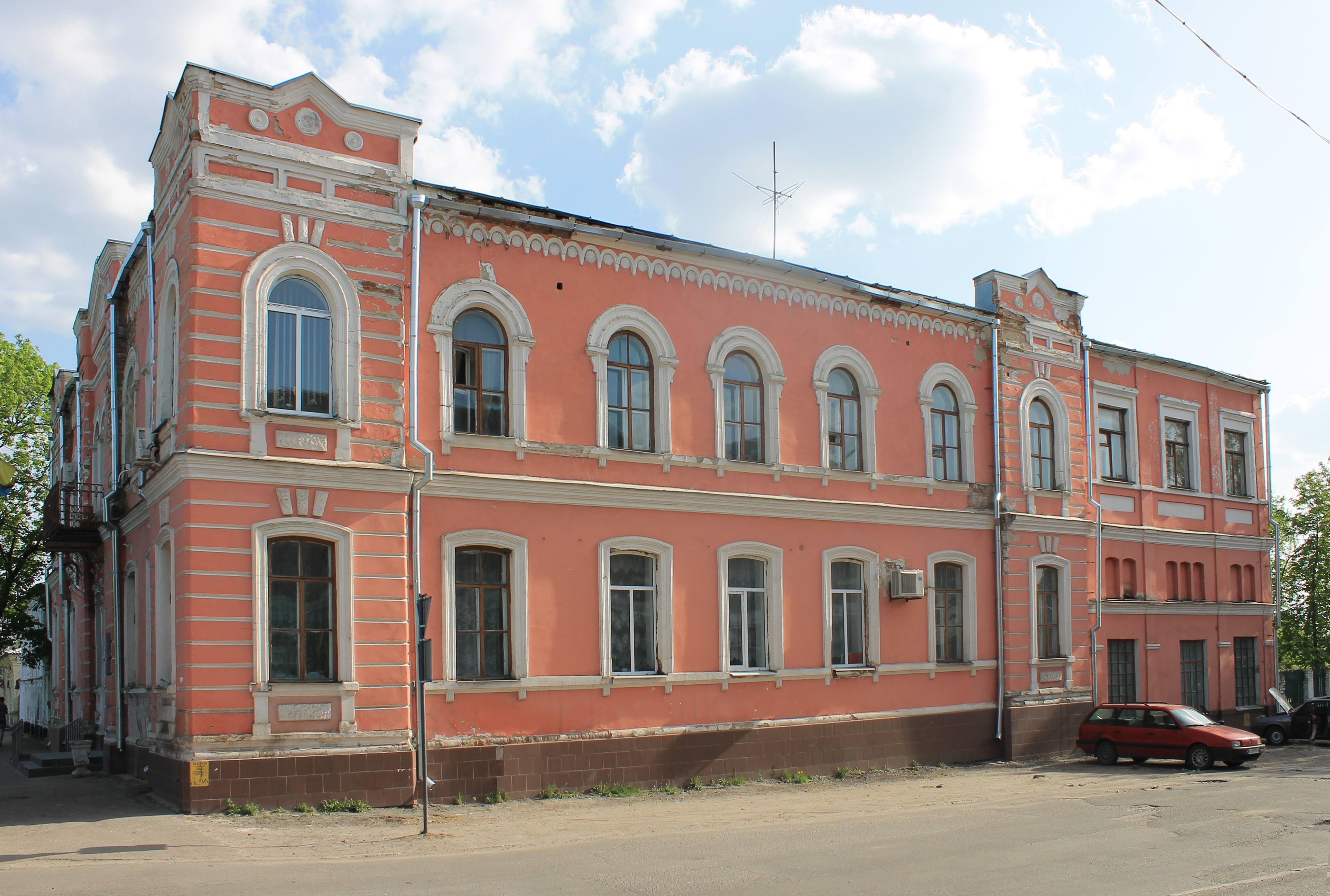
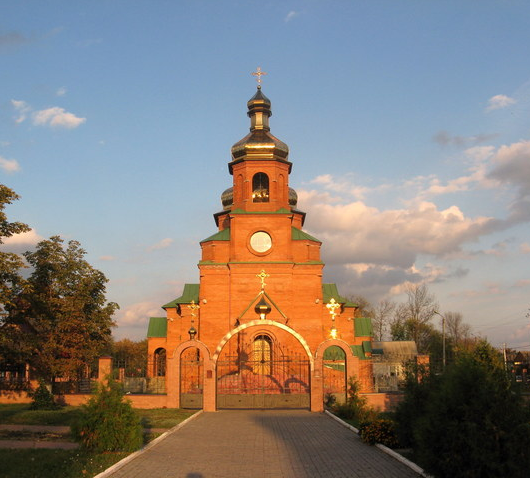
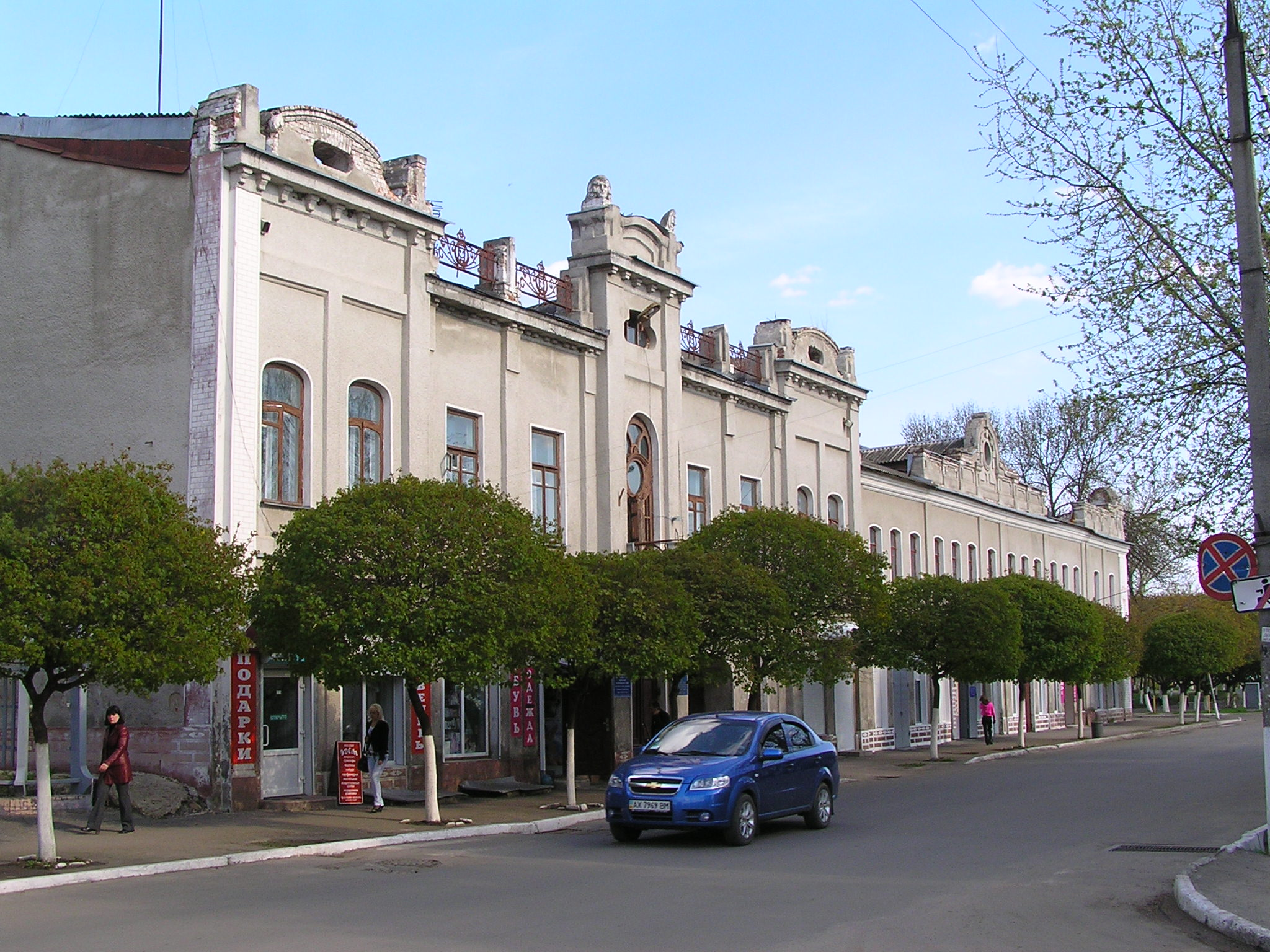
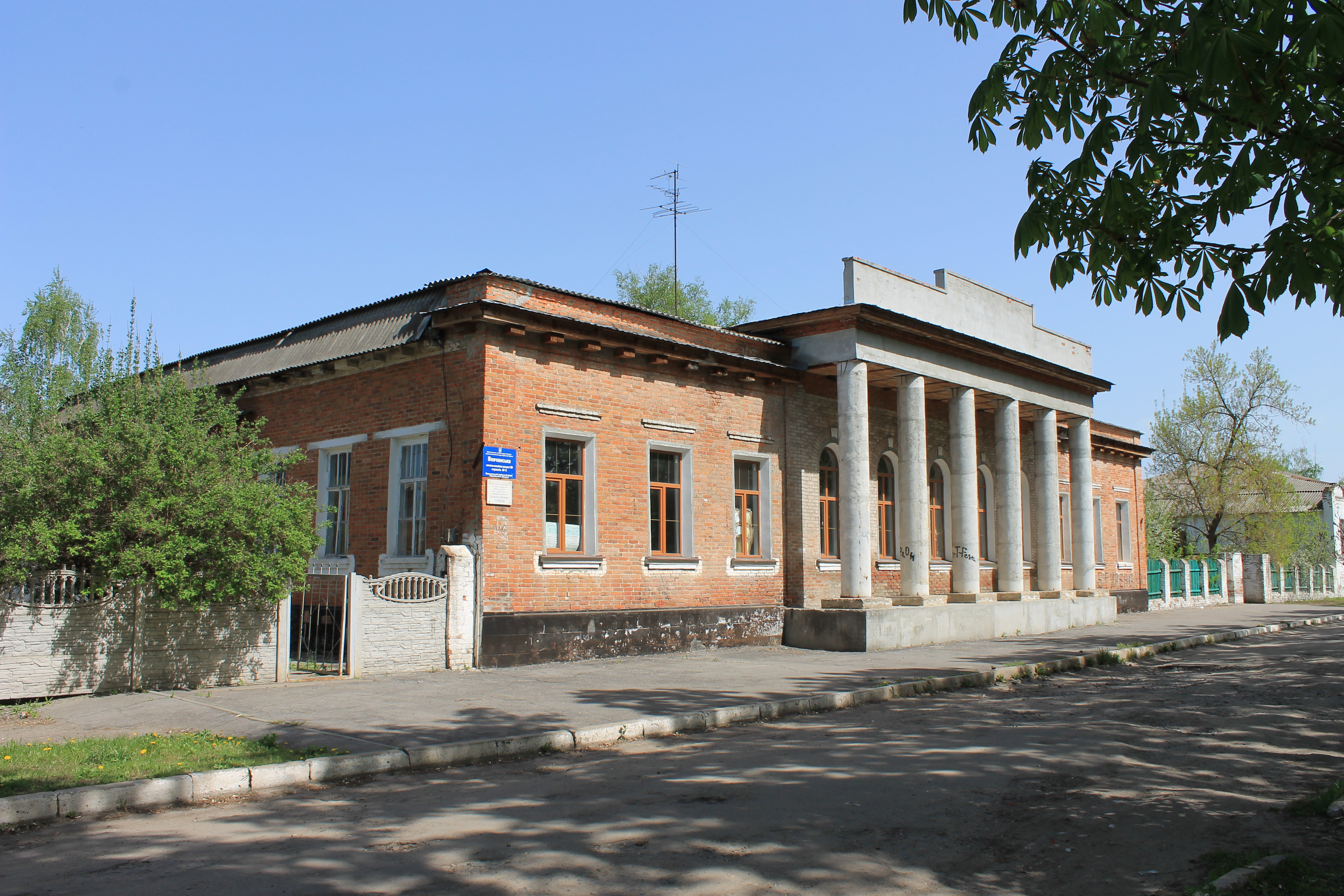
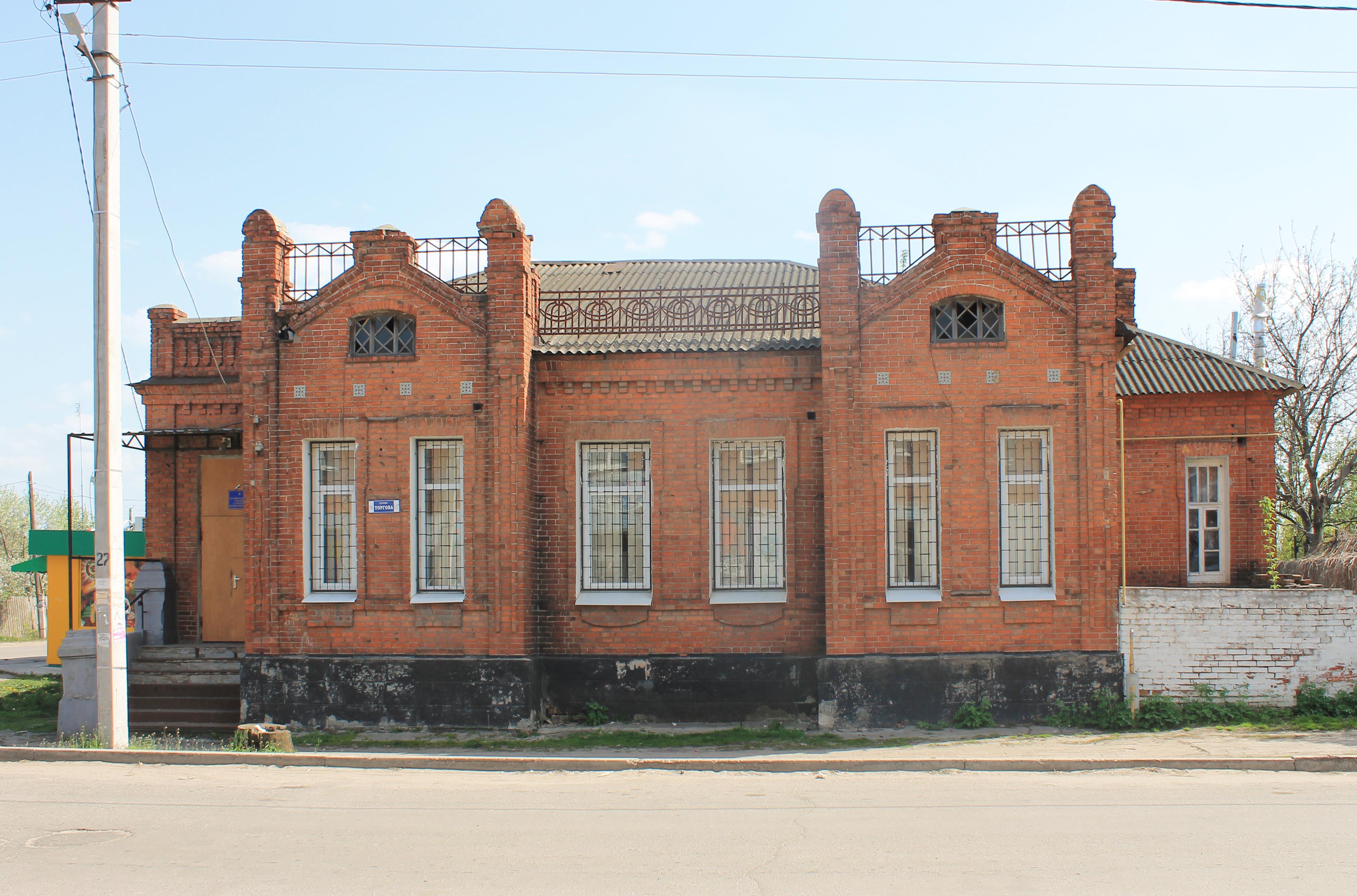
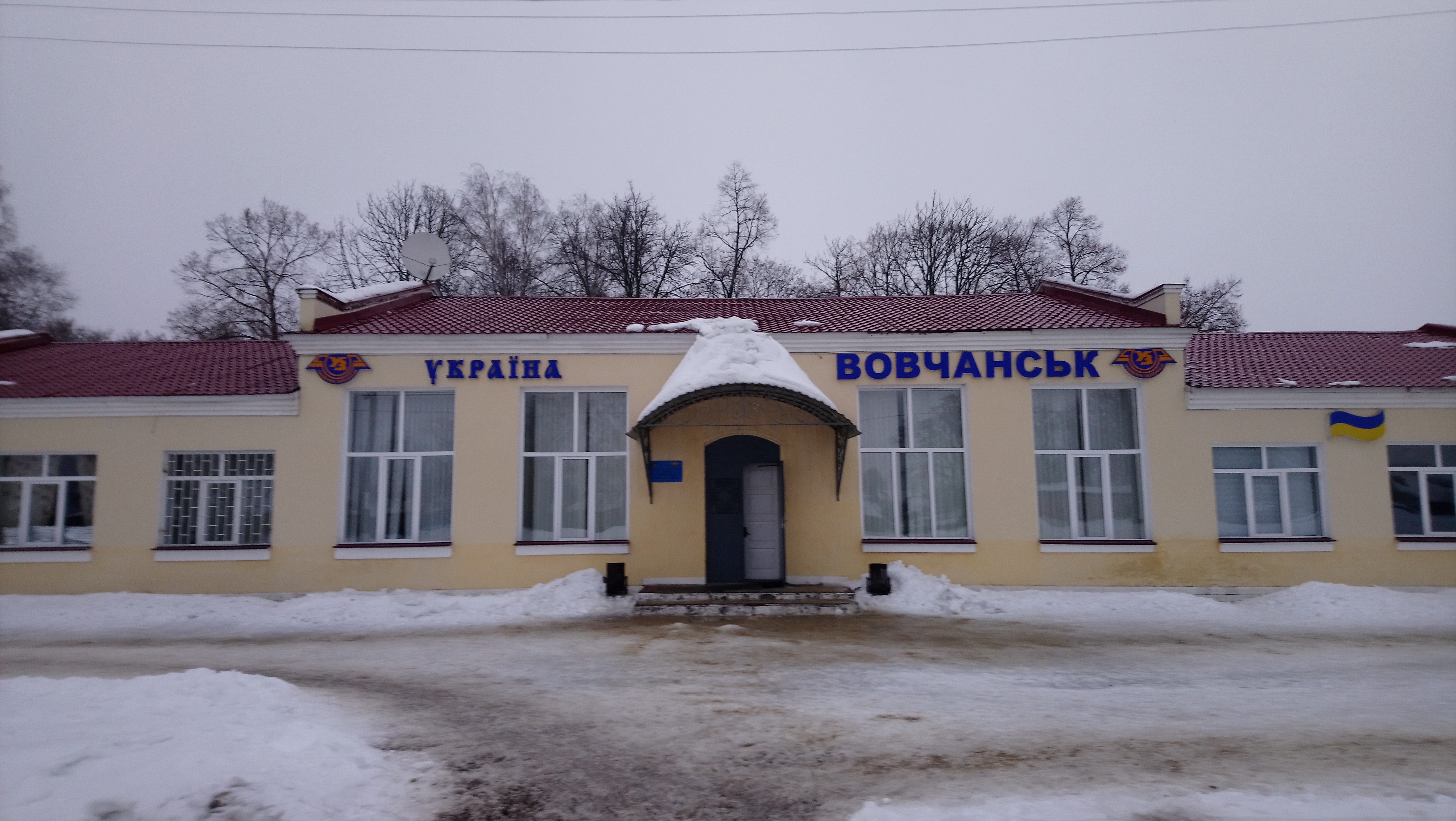
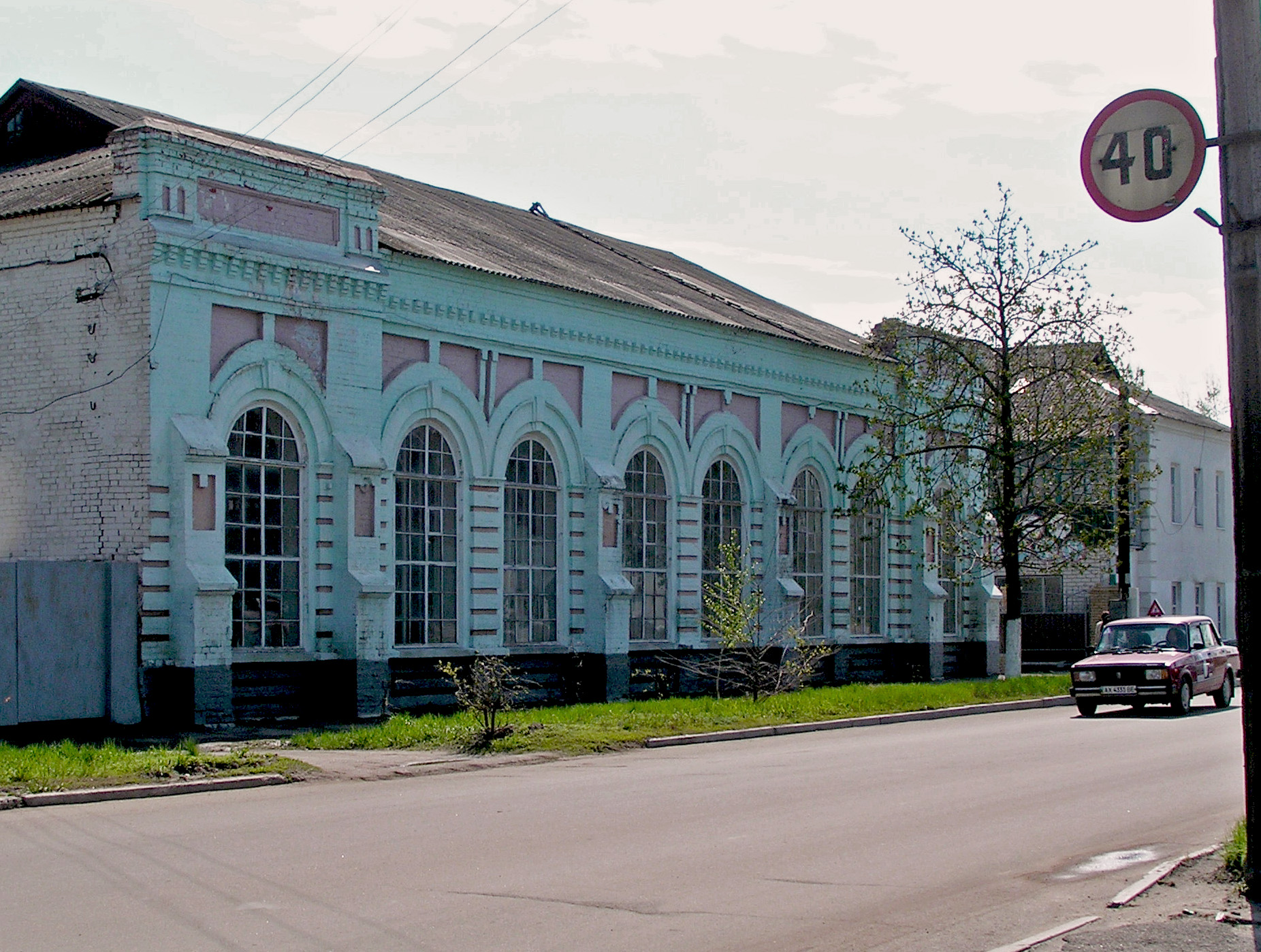